# دونالد أرتشارد
دونالد أرتشارد هو سياسي كندي، ولد في 11 أبريل 1946 في Miami, Manitoba ‏ في كندا. انتخب عضو المجلس التنفيذي لمانيتوبا ‏.